# Susana Chou
Susana Chou Vaz da Luz (em chinês:  曹其真; Xangai, 2 de dezembro de 1941) é uma empresária, política e contabilista chinesa de Macau, uma região administrativa especial da República Popular da China. Foi presidente da Assembleia Legislativa de Macau de 12 de outubro de 1999 a 15 de outubro de 2009. Em 2003 foi agraciada com a Medalha de Honra Grande Lótus, atribuída pelo governo da Região Administrativa Especial de Macau.

## Biografia
Nascida em Xangai, Susana é a filha mais velha do magnata industrial Chao Kuang Piu (ou Cao Guangbiao), que se refugiou em Hong Kong quando Mao Tsé-Tung instaurou em 1949 um regime comunista na China. Estudou física e formou-se em tecnologia de rádio na Universidade de Anhui e também estudou literatura e língua francesa na Universidade de Paris. Fixou residência na então colónia portuguesa de Macau, em 1968, e trabalhou para uma empresa do seu pai. Ao longo dos anos, foi criando uma rede empresarial em Macau, com negócios nos sectores dos têxteis e do comércio, tendo sido representante de importantes marcas como a Mitsubishi, Carlsberg Group, Pepsi Cola, Seven Up, Mobil, Água do Luso e Air France, entre outras.
Entre 1976 e 1980, Susana Chou foi deputada à Assembleia Legislativa de Macau, eleita por sufrágio direto e pertencente à lista eleitoral da Associação para a Defesa dos Interesses de Macau (ADIM). Entre 1984 e 1992, foi deputada eleita por sufrágio indireto para representar os interesses de ordem económica. Entre 1992 e 1996, foi deputada eleita por sufrágio direto, pertencendo à lista eleitoral da Unidade para o Futuro de Macau (UNIF). Entre 1996 e 2009, foi deputada eleita por sufrágio indireto para representar os interesses empresariais. Na sequência da devolução de Macau à República Popular da China (20 de dezembro de 1999), Susana Chou foi eleita presidente da Assembleia Legislativa, em 1999, sendo a primeira chinesa a desempenhar tal cargo. 
Em 2009, decidiu não concorrer a novas eleições legislativas, terminando assim a sua longa carreira de deputada.
Com um carácter frontal e interventivo, Susana Chou foi também membro da Conferência Consultiva Política do Povo Chinês, membro da Comissão de Redação da Lei Básica da Região Administrativa Especial de Macau, membro da Comissão da Lei Básica da Região Administrativa Especial de Macau do Comité Permanente da Assembleia Popular Nacional e cônsul honorário da França em Macau. Conhecedora da língua portuguesa, ela foi casada durante alguns anos com um médico português, mas acabaram por se divorciarem, não tendo filhos.

## Resultados das eleições legislativas
| Ano  | Candidata | Candidata                     | Quociente eleitoral | Mandato                                                   | Votos         | %      |
| ---- | --------- | ----------------------------- | ------------------- | --------------------------------------------------------- | ------------- | ------ |
| 1976 |           | Susana Chou Vaz da Luz (ADIM) | 374                 | N.º 5/6 (sufrágio direto)                                 | 1 497         | 54.95% |
| 1984 |           | Susana Chou Vaz da Luz        | Incontestável       | Circunscrições funcionais (interesses de ordem económica) | Incontestável | ∅      |
| 1988 |           | Susana Chou Vaz da Luz        | Vitória fácil       | Circunscrições funcionais (interesses de ordem económica) | Vitória fácil | ∅      |
| 1992 |           | Susana Chou Vaz da Luz (UNIF) | 2,201               | N.º 6/8 (sufrágio direto)                                 | 2,201         | 7.99%  |
| 1996 |           | Susana Chou Vaz da Luz        | Incontestável       | Circunscrições funcionais (interesses empresariais)       | Incontestável | ∅      |
| 2001 |           | Susana Chou Vaz da Luz        | Vitória fácil       | Circunscrições funcionais (interesses empresariais)       | Vitória fácil | ∅      |
| 2005 |           | Susana Chou Vaz da Luz        | Vitória fácil       | Circunscrições funcionais (interesses empresariais)       | Vitória fácil | ∅      |